# Wes Thomas
Wesley Alexander Nevada Thomas, dit Wes Thomas, né le 23 janvier 1987 à Barking, Londres, est un footballeur anglais qui évolue au poste d'attaquant.

## Biographie
Le 1er septembre 2015 il est prêté à Swindon Town.
Le 29 janvier 2016, il est prêté à Bradford City.
Le 25 juin 2016, il rejoint Oxford United.
Le 17 août 2018, il rejoint Grimsby Town.